# Roeien op de Paralympische Zomerspelen 2024
Op de XVIIe Paralympische Zomerspelen die in de Franse hoofdstad Parijs werden gehouden, was roeien een van de 22 beoefende sporten. De wedstrijden vonden plaats in de Stade nautique olympique d'Île-de-France, in de gemeenten Vaires-sur-Marne, Chelles en Torcy, in het departement Seine-et-Marne, van 30 augustus tot en met 1 september. Er waren vijf evenementen zijn: zowel voor mannen als vrouwen is er één eigen evenement en drie gemengde evenementen.

## Medaillespiegel
| Plaats | Land             | NPC | Goud | Zilver | Brons | Totaal |
| 1      | Groot-Brittannië | GBR | 3    | 1      | 0     | 4      |
| 2      | Australië        | AUS | 1    | 0      | 1     | 2      |
| 2      | Israël           | ISR | 1    | 0      | 1     | 2      |
| 4      | China            | CHN | 0    | 1      | 0     | 1      |
| 4      | Noorwegen        | NOR | 0    | 1      | 0     | 1      |
| 4      | Oekraïne         | UKR | 0    | 1      | 0     | 1      |
| 4      | Verenigde Staten | USA | 0    | 1      | 0     | 1      |
| 8      | Frankrijk        | FRA | 0    | 0      | 2     | 2      |
| 9      | Duitsland        | GER | 0    | 0      | 1     | 1      |

## Uitslagen

#### PR1 Skiff
| mannen | mannen             | mannen | mannen  |
| #      | Roeier             | Roeier | Tijd    |
| ------ | ------------------ | ------ | ------- |
| Goud   | Benjamin Pritchard | GBR    | 9:03.84 |
| Zilver | Roman Polianskyi   | UKR    | 9:14.47 |
| Brons  | Erik Horrie        | AUS    | 9:23.37 |

| vrouwen | vrouwen          | vrouwen  | vrouwen  |
| #       | Roeister         | Roeister | Tijd     |
| ------- | ---------------- | -------- | -------- |
| Goud    | Moran Samuel     | ISR      | 10:25.40 |
| Zilver  | Birgit Skarstein | NOR      | 10:33.96 |
| Brons   | Nathalie Benoit  | FRA      | 10:34.40 |

#### PR2 Dubbeltwee
| gemengd | gemengd                       | gemengd | gemengd |
| #       | Roeiers                       | Roeiers | Tijd    |
| ------- | ----------------------------- | ------- | ------- |
| Goud    | Lauren Rowles Gregg Stevenson | GBR     | 8:20.97 |
| Zilver  | Liu Shuang Jiang Jijian       | CHN     | 8:23.45 |
| Brons   | Shahar Milfelder Saleh Shahin | ISR     | 8:31.85 |

#### PR3 Dubbeltwee
| gemengd | gemengd                      | gemengd | gemengd |
| #       | Roeiers                      | Roeiers | Tijd    |
| ------- | ---------------------------- | ------- | ------- |
| Goud    | Nikki Ayers Jed Altschwager  | AUS     | 7:26.74 |
| Zilver  | Sam Murray Annie Caddick     | GBR     | 7:28.19 |
| Brons   | Jan Helmich Hermine Krumbein | GER     | 7:28.31 |

#### PR3 vier met stuurman
| gemengd | gemengd                                                                          | gemengd | gemengd |
| #       | Roeiers                                                                          | Roeiers | Tijd    |
| ------- | -------------------------------------------------------------------------------- | ------- | ------- |
| Goud    | Francesca Allen Giedrė Rakauskaitė Josh O'Brien Ed Fuller Erin Kennedy (s)       | GBR     | 6:55.30 |
| Zilver  | Skylar Dahl Gemma Wollenschlaeger Alex Flynn Ben Washburne Emelie Eldracher (s)  | USA     | 6:58.59 |
| Brons   | Candyce Chafa Rémy Taranto Grégoire Bireau Margot Boulet Émilie Acquistapace (s) | FRA     | 7:03.11 |